# Rada Miejska Grudziądza
Rada Miejska Grudziądza – stanowiący i kontrolny organ władzy samorządowej miasta Grudziądza. Istnieje od 1990 roku, na podstawie Ustawy z dnia 8 marca 1990 r. o samorządzie terytorialnym (Dz. U. 1990 nr 16, poz. 95 z późn. zm.), zastępując Miejską Radę Narodową w Grudziądzu. W jej skład wchodzą radni wybierani na terenie miasta w wyborach bezpośrednich na kadencje trwające pięć lat, licząc od dnia wyboru.
Rada jest reprezentantem zbiorowych interesów wspólnoty mieszkańców Grudziądza. Obecna IX kadencja rady wybrana została w wyborach samorządowych w 2024 roku. Organizację i tryb pracy Rady określa Uchwała Nr XXIX/253/20 Rady Miejskiej Grudziądza z dnia 24 czerwca 2020 r. w sprawie statutu gminy-miasto Grudziądz.
Siedziba Rady Miasta, podobnie jak Prezydenta miasta Grudziądza znajduje się w gmachu grudziądzkiego magistratu położonym przy ulicy Ratuszowej 1.

## Wybory do rady miejskiej
Zgodnie z art. 169 ust. 2 Konstytucji Rzeczypospolitej Polskiej wybory do organów samorządu terytorialnego są czteroprzymiotnikowe: powszechne, równe, bezpośrednie i odbywają się w głosowaniu tajnym. Zasady i tryb przeprowadzenia wyborów określa Ustawa z dnia 5 stycznia 2011 r.- Kodeks wyborczy. Wybory do rady odbywają się pod nadzorem Państwowej Komisji Wyborczej i komisarzy wyborczych. Prezes Rady Ministrów zarządza wybory między czwartym a trzecim miesiącem przed upływem kadencji rady, wyznaczając datę na dzień wolny od pracy przypadający nie wcześniej niż na 30 dni i nie później niż na 7 dni przed upływem kadencji rady. Skład 23 radnych do Rady Miejskiej w Grudziądzu wybiera się w czterech okręgach wyborczych, którym przyporządkowane są 54 obwody głosowania. Mandaty w poszczególnych okręgach wyborczych przydzielane są według systemu proporcjonalnego między poszczególne listy okręgowe, które są uprawnione do udziału w podziale mandatów, tylko w wyniku przekroczenia 5-procentowego progu wyborczego.

### Kandydaci na radnych
Prawo zgłaszania do Państwowej Komisji Wyborczej kandydatów na radnych przysługuje komitetom wyborczym: wyborców (w liczbie co najmniej piętnastu), partii politycznych, organizacji i koalicyjnym komitetom wyborczym. W myśl Kodeksu wyborczego liczba kandydatów na liście wyborczej jest ograniczona, a w przypadku Grudziądza nie może być ona większa niż 7 osób w okręgach nr 1-3 oraz nie większa niż 10 osób w okręgu nr 4. Również w przypadku wyborów do samorządu terytorialnego mamy do czynienia z zasadą parytetu, która gwarantuje kobietom udział w listach wyborczych nie mniejszy niż 35% liczby wszystkich kandydatów i tylu samo mężczyznom.
Kandydować na radnego może osoba, która ma prawo wybierania do tej gminy, a więc obywatel polski, jak również obywatel Unii Europejskiej nie będący obywatelem polskim, który najpóźniej w dniu głosowania skończył 18 lat, oraz stale zamieszkuje na obszarze tej gminy. Kodeks wprowadza również ograniczenie możliwości kandydowania do więcej niż jednego organu samorządu terytorialnego.
Po otrzymaniu protokołów z komisji wyborczych i sprawdzeniu prawidłowości ustalenia wyników wyborów w okręgach przez Komisarza Wyborczego w Toruniu II dla miasta Grudziądza, Miejska Komisja Wyborcza wydaje radnym zaświadczenia o wyborze.

### Okręgi wyborcze[11]
Współczesne okręgi wyborcze do Rady Miejskiej Grudziądza obejmują swoim zasięgiem poniższe osiedla:
| Okręg | Zasięg terytorialny                                                                 | Liczba wyborców | Liczba radnych |
| ----- | ----------------------------------------------------------------------------------- | --------------- | -------------- |
| 1     | Tarpno, Owczarki, Franciszkowo                                                      | 14 686          | 5              |
| 2     | Śródmieście, os. Wyzwolenia, Wielki Kuntersztyn, Mały Kuntersztyn, Sadowo, Tuszewo  | 12 483          | 5              |
| 3     | Os. Kawalerii Polskiej, Os. Lotnisko, Pastwisko                                     | 13 730          | 5              |
| 4     | Os. Kopernika, Os. Chełmińskie, Strzemięcin, Rządz, Dębowe Wzgórze, Mniszek, Rudnik | 22 591          | 8              |

### Wyniki wyborów
Zwycięzcy wyborów samorządowych
| Podział 45 mandatów: KOS: 31 FLD: 8 GPS: 6 |

| Podział 45 mandatów: SLD: 20 GKM: 10 GPS: 10 UPZEIR: 3 GFP: 2 |

| Podział 45 mandatów: SLD: 25 GKS: 12 AWS: 8 |

| Podział 25 mandatów: RDG: 13 SLD-UP: 10 Samoobrona RP: 2 |

| Podział 23 mandatów: PO: 8 WG: 6 PiS: 5 RDG: 4 |

| Podział 23 mandatów: PO: 12 PiS: 4 WG: 3 SLD: 3 RDG: 1 |

| Podział 23 mandatów: PO: 13 PiS: 8 KJD: 1 SLD Lewica Razem: 1 |

| Podział 23 mandatów: KO: 8 PiS: 8 SOG: 7 |

| Podział 23 mandatów: KO: 10 SOG: 7 PiS: 5 NDCG: 1 |

Wybory samorządowe w 1990 roku
| Komitet wyborczy | Komitet wyborczy                                             | Głosy  | Głosy  | Głosy | Mandaty | Mandaty | Mandaty |
| Komitet wyborczy | Komitet wyborczy                                             | Liczba | %      | +/−   | Liczba  | +/−     | %       |
| ---------------- | ------------------------------------------------------------ | ------ | ------ | ----- | ------- | ------- | ------- |
|                  | Komitet Obywatelski                                          | 15 007 | 63,68  | –     | 31      | –       | 68,89   |
|                  | Forum Ludowo-Demokratyczne (SD, PSL, Cech, OSP)              | 4 439  | 18,83  | –     | 8       | –       | 17,78   |
|                  | Grudziądzkie Porozumienie Społeczne                          | 3 459  | 14,68  | –     | 6       | –       | 13,33   |
|                  |                                                              |        |        |       |         |         |         |
|                  | Inicjatywa Ekologiczna przy Konfederacji Polski Niepodległej | 663    | 7,65   | –     | –       | –       | –       |
|                  |                                                              |        |        |       |         |         |         |
| Ogółem           | Ogółem                                                       | 23 568 | 100,00 | –     | 45      | –       | 100,00  |
| Głosy nieważne   | Głosy nieważne                                               | 1 998  | 7,55   | –     |         |         |         |
| Frekwencja       | Frekwencja                                                   | 26 461 | 36,77  | –     |         |         |         |

Wybory samorządowe w 1994 roku
| Komitet wyborczy | Komitet wyborczy                      | Głosy  | Głosy  | Głosy | Mandaty | Mandaty | Mandaty |
| Komitet wyborczy | Komitet wyborczy                      | Liczba | %      | +/−   | Liczba  | +/−     | %       |
| ---------------- | ------------------------------------- | ------ | ------ | ----- | ------- | ------- | ------- |
|                  | Sojusz Lewicy Demokratycznej          | 6 758  | 31,68  | –     | 25      | –       | 44,45   |
|                  | Grudziądzka Koalicja Mieszczańska     | 3 810  | 17,87  | –     | 10      | –       | 22,22   |
|                  | Grudziądzkie Porozumienie Samorządowe | 3 481  | 16,32  | –     | 10      | –       | 22,22   |
|                  | Unia Pracy z Emerytami i Rencistami   | 1 939  | 9,09   | –     | 3       | –       | 6,67    |
|                  | Grudziądzkie Forum Prawicy            | 1 791  | 8,40   | –     | 2       | –       | 4,44    |
|                  |                                       |        |        |       |         |         |         |
|                  | Forum NOT „Kupców i Przedsiębiorców”  | 1 412  | 6,62   | –     | –       | –       | –       |
|                  | Forum Ludowo-Demokratyczne            | 1 037  | 4,86   | 13,97 | –       | 8       | –       |
|                  | Konfederacja Polski Niepodległej      | 698    | 3,27   | 4,38  | –       | –       | –       |
|                  | Polska Partia Odnowy Kraju            | 269    | 1,26   | –     |         |         |         |
|                  | Kandydaci Niezależni Młodzieży        | 135    | 0,63   | –     |         |         |         |
|                  |                                       |        |        |       |         |         |         |
| Ogółem           | Ogółem                                | 21 330 | 100,00 | –     | 45      | –       | 100,00  |
| Głosy nieważne   | Głosy nieważne                        | 454    | 2,06   | –     |         |         |         |
| Frekwencja       | Frekwencja                            | 22 000 | 29,30  | 7,47  |         |         |         |

Wybory samorządowe w 2002 roku
| Komitet wyborczy | Komitet wyborczy                              | Głosy  | Głosy  | Głosy | Mandaty | Mandaty | Mandaty |
| Komitet wyborczy | Komitet wyborczy                              | Liczba | %      | +/−   | Liczba  | +/−     | %       |
| ---------------- | --------------------------------------------- | ------ | ------ | ----- | ------- | ------- | ------- |
|                  | KWW Ruch dla Grudziądza                       | 7 644  | 33,50  | –     | 12      | –       | 52,17   |
|                  | KKW Sojusz Lewicy Demokratycznej – Unia Pracy | 6 700  | 29,37  | –     | 3       | –       | 13,05   |
|                  | Samoobrona Rzeczpospolitej Polskiej           | 2 821  | 12,36  | –     | 4       | –       | 17,39   |
|                  |                                               |        |        |       |         |         |         |
|                  | KWW Rodzina Grudziądzka                       | 1 790  | 7,85   | –     | –       | –       | –       |
|                  | KWW Zgoda dla Grudziądza                      | 1 273  | 5,58   | –     | –       | –       | –       |
|                  | KWW Ruch Obywatelski „Niezależni”             | 1 149  | 5,04   | –     | –       | –       | –       |
|                  | Krajowa Partia Emerytów i Rencistów           | 553    | 2,42   | –     | –       | –       | –       |
|                  | KWW Wspólnota Pracy                           | 492    | 2,16   | –     | –       | –       | –       |
|                  | KWW Razem Polsce                              | 229    | 1,00   | –     | –       | –       | –       |
|                  | KWW Niezależny „Prawo i Obrona”               | 165    | 0,72   | –     | –       | –       | –       |
|                  |                                               |        |        |       |         |         |         |
| Ogółem           | Ogółem                                        | 22 816 | 100,00 | –     | 25      | –       | 100,00  |
| Głosy nieważne   | Głosy nieważne                                | 1 080  | 4,52   | –     |         |         |         |
| Frekwencja       | Frekwencja                                    | 23 896 | 30,25  | –     |         |         |         |

Wybory samorządowe w 2006 roku
| Komitet wyborczy | Komitet wyborczy                    | Głosy  | Głosy  | Głosy | Mandaty | Mandaty | Mandaty |
| Komitet wyborczy | Komitet wyborczy                    | Liczba | %      | +/−   | Liczba  | +/−     | %       |
| ---------------- | ----------------------------------- | ------ | ------ | ----- | ------- | ------- | ------- |
|                  | Platforma Obywatelska RP            | 8 151  | 28,11  | –     | 8       | –       | 34,79   |
|                  | Prawo i Sprawiedliwość              | 7 239  | 24,97  | –     | 5       | –       | 21,74   |
|                  | KWW Wspólny Grudziądz               | 6 576  | 22,68  | –     | 6       | –       | 26,08   |
|                  | KWW Ruch dla Grudziądza             | 3 387  | 11,68  | 21,82 | 4       | 8       | 17,39   |
|                  |                                     |        |        |       |         |         |         |
|                  | Samoobrona Rzeczpospolitej Polskiej | 1 614  | 5,57   | 6,79  | –       | 4       | –       |
|                  | KWW Zgoda dla Grudziądza            | 1 325  | 4,57   | –     | –       | –       | –       |
|                  | Liga Polskich Rodzin                | 703    | 2,42   | –     | –       | –       | –       |
|                  |                                     |        |        |       |         |         |         |
| Ogółem           | Ogółem                              | 30 308 | 100,00 | –     | 23      | –       | 100,00  |
| Głosy nieważne   | Głosy nieważne                      | 1 313  | 4,33   | 0,19  |         |         |         |
| Frekwencja       | Frekwencja                          | 30 456 | 38,38  | 8,13  |         |         |         |

Wybory samorządowe w 2010 roku
| Komitet wyborczy | Komitet wyborczy                                              | Głosy  | Głosy  | Głosy | Mandaty | Mandaty | Mandaty |
| Komitet wyborczy | Komitet wyborczy                                              | Liczba | %      | +/−   | Liczba  | +/−     | %       |
| ---------------- | ------------------------------------------------------------- | ------ | ------ | ----- | ------- | ------- | ------- |
|                  | Platforma Obywatelska RP                                      | 12 487 | 40,88  | 12,77 | 12      | 4       | 52,17   |
|                  | KWW Wspólny Grudziądz                                         | 4 507  | 14,75  | 7,93  | 3       | 3       | 13,05   |
|                  | Prawo i Sprawiedliwość                                        | 3 933  | 12,87  | 12,1  | 4       | 1       | 17,39   |
|                  | Sojusz Lewicy Demokratycznej                                  | 3 791  | 12,41  | –     | 3       |         | 13,05   |
|                  | KWW Ruch dla Grudziądza                                       | 3 222  | 10,55  | 1,13  | 1       | 3       | 4,34    |
|                  |                                                               |        |        |       |         |         |         |
|                  | Polskie Stronnictwo Ludowe                                    | 1 362  | 4,46   | –     | –       | –       | –       |
|                  | KWW Demokratyczne Porozumienie Samorządowe „Teraz Grudziądz!” | 922    | 3,02   | –     | –       | –       | –       |
|                  | Polska Partia Pracy – Sierpień 80                             | 199    | 0,65   | –     | –       | –       | –       |
|                  | Nasz Dom Polska – Samoobrona Andrzeja Leppera                 | 125    | 0,41   | 5,16  | –       | –       | –       |
|                  |                                                               |        |        |       |         |         |         |
| Ogółem           | Ogółem                                                        | 30 548 | 100,00 | –     | 23      | –       | 100,00  |
| Głosy nieważne   | Głosy nieważne                                                | 1 637  | 5,09   | 0,76  |         |         |         |
| Frekwencja       | Frekwencja                                                    | 32 185 | 41,03  | 2,65  |         |         |         |

Wybory samorządowe w 2014 roku
| Komitet wyborczy | Komitet wyborczy                    | Głosy  | Głosy  | Głosy | Mandaty | Mandaty | Mandaty |
| Komitet wyborczy | Komitet wyborczy                    | Liczba | %      | +/−   | Liczba  | +/−     | %       |
| ---------------- | ----------------------------------- | ------ | ------ | ----- | ------- | ------- | ------- |
|                  | Platforma Obywatelska RP            | 11 474 | 41,06  | 0,18  | 13      | 1       | 56,52   |
|                  | Prawo i Sprawiedliwość              | 7 119  | 25,48  | 12,61 | 8       | 4       | 34,78   |
|                  | KWW Koalicja Janusza Dzięcioła      | 2 703  | 9,67   | –     | 1       |         | 4,35    |
|                  | KKW SLD Lewica Razem                | 2 613  | 9,35   | 3,06  | 1       | 3       | 4,35    |
|                  |                                     |        |        |       |         |         |         |
|                  | KWW Wspólny Grudziądz               | 2 137  | 7,65   | 7,1   | –       | 3       | –       |
|                  | Nowa Prawica – Janusza Korwin-Mikke | 823    | 2,94   | –     | –       | –       | –       |
|                  | KWW Czas Grudziądzan                | 774    | 2,77   | –     | –       | –       | –       |
|                  | KWW Ruch Narodowy                   | 265    | 0,95   | –     | –       | –       | –       |
|                  | Samoobrona                          | 37     | 0,13   | 0,28  | –       | –       | –       |
|                  |                                     |        |        |       |         |         |         |
| Ogółem           | Ogółem                              | 27 945 | 100,00 | –     | 23      | –       | 100,00  |
| Głosy nieważne   | Głosy nieważne                      | 3 111  | 10,01  | 4,91  |         |         |         |
| Frekwencja       | Frekwencja                          | 31 056 | 41,81  | 0,76  |         |         |         |

Wybory samorządowe w 2018 roku
| Komitet wyborczy | Komitet wyborczy                                  | Głosy  | Głosy  | Głosy | Mandaty | Mandaty | Mandaty |
| Komitet wyborczy | Komitet wyborczy                                  | Liczba | %      | +/−   | Liczba  | +/−     | %       |
| ---------------- | ------------------------------------------------- | ------ | ------ | ----- | ------- | ------- | ------- |
|                  | KKW Platforma.Nowoczesna Koalicja Obywatelska     | 9 667  | 29,64  | –     | 8       |         | 34,78   |
|                  | Prawo i Sprawiedliwość                            | 9 076  | 27,83  | 2,35  | 8       |         | 34,78   |
|                  | KWW Sojusz Obywatelski Grudziądz Maciej Glamowski | 8 685  | 26,63  | –     | 7       |         | 30,44   |
|                  |                                                   |        |        |       |         |         |         |
|                  | KWW Zenon Różycki – Forum Rozwoju Grudziądza      | 2 434  | 7,46   | –     | –       | –       | –       |
|                  | KWW Marka Sikory – Łączy Nas Grudziądz            | 1 664  | 5,10   | –     | –       | –       | –       |
|                  | KWW Kukiz’15                                      | 1 089  | 3,34   | –     | –       | –       | –       |
|                  |                                                   |        |        |       |         |         |         |
| Ogółem           | Ogółem                                            | 32 615 | 100,00 | –     | 23      | –       | 100,00  |
| Głosy nieważne   | Głosy nieważne                                    | 852    | 2,54   | 7,47  |         |         |         |
| Frekwencja       | Frekwencja                                        | 33 467 | 47,73  | 5,92  |         |         |         |

Wybory samorządowe w 2024 roku
| Komitet wyborczy | Komitet wyborczy                                  | Głosy  | Głosy  | Głosy | Mandaty | Mandaty | Mandaty |
| Komitet wyborczy | Komitet wyborczy                                  | Liczba | %      | +/−   | Liczba  | +/−     | %       |
| ---------------- | ------------------------------------------------- | ------ | ------ | ----- | ------- | ------- | ------- |
|                  | Koalicja Obywatelska                              | 10 411 | 38,94  | 9,3   | 10      | 2       | 43,48   |
|                  | KWW Sojusz Obywatelski Grudziądz Maciej Glamowski | 7 186  | 26,87  | 0,24  | 7       |         | 30,43   |
|                  | Prawo i Sprawiedliwość                            | 6 193  | 23,16  | 4,67  | 5       | 3       | 21,74   |
|                  | KWW Nowa Droga Czas Grudziądza                    | 2 949  | 11,03  | –     | 1       |         | 4,35    |
|                  |                                                   |        |        |       |         |         |         |
| Ogółem           | Ogółem                                            | 26 739 | 100,00 | –     | 23      | –       | 100,00  |
| Głosy nieważne   | Głosy nieważne                                    | 636    | 2,32   | 0,22  |         |         |         |
| Frekwencja       | Frekwencja                                        | 27 375 | 43,12  | 4,61  |         |         |         |

### Liczba radnych
Liczba radnych w roku 1920 w dniach: 20 stycznia i 15 maja.

## Kompetencje
W myśl ustawy o samorządzie gminnym do zakresu działania gminy i jej organów w tym rady należą wszystkie sprawy publiczne o znaczeniu lokalnym, niezastrzeżone ustawami na rzecz innych podmiotów. Rada miejska w drodze uchwały m.in.:
- ustala harmonogram terminów sesji[22];
- zwraca się z wnioskiem do ministra właściwego do spraw administracji publicznej za pośrednictwem wojewody o: utworzenie, połączenie, podzielenie bądź zniesienie gminy, ustalenie jej granic, nadanie gminie statusu miasta bądź ustalenie i zmianę nazwy gminy oraz siedziby ich władz, w drodze rozporządzenia Rady Ministrów[23];
- na wniosek zainteresowanych środowisk tworzy instytucje konsultacyjne, np. młodzieżową radę miejską lub miejską radę seniorów[24];
- określa szczegółowy tryb i harmonogram opracowania projektu strategii rozwoju miasta[25];
- uchwala statut gminy-miasta Grudziądz;
- ze swojego grona wybiera przewodniczącego rady, dwóch wiceprzewodniczących[26] oraz przewodniczących komisji stałych;
- powołuje i odwołuje skarbnika miasta, jako głównego księgowego budżetu – na wniosek prezydenta;
- uchwala budżet miasta;
- ustala studium uwarunkowań i kierunków zagospodarowania przestrzennego gminy oraz miejscowych planów zagospodarowania przestrzennego[27];
- tworzy programy gospodarcze;
- ustala zakres działania jednostek pomocniczych, zasad przekazywania im składników mienia do korzystania oraz zasad przekazywania środków budżetowych na realizację zadań przez te jednostki[28];
- podejmuje decyzję w sprawach podatków i opłat w granicach określonych w odrębnych ustawach;
- zarządza sprawami majątkowymi gminy, przekraczających zakres zwykłego zarządu;
- określa zasady współdziałania z innymi gminami, społecznościami lokalnymi i regionalnymi innych państw oraz przystąpienia do międzynarodowych zrzeszeń społeczności lokalnych i regionalnych[29];
- decyduje w sprawach herbu miasta, nazw ulic i placów;
- nadaje i pozbawia tytuł Honorowego Obywatela Miasta Grudziądza[30];
- określa szczegółowe zasady wnoszenia inicjatyw obywatelskich, zasady tworzenia komitetów inicjatyw uchwałodawczych ich promocji i formalnych wymogów, jakim muszą odpowiadać składane projekty[31];

w stosunku do Prezydenta miasta Grudziądza:
- ustala jego wynagrodzenie, stanowi o kierunkach jego działa oraz przyjmuje sprawozdania z jego działalności[32],
- rozpatruje sprawozdania z wykonania budżetu, podejmuje decyzję w sprawie udzielenia lub nieudzielenia absolutorium z tytułu wykonania budżetu oraz rozpatruje raport o stanie miasta i udziela lub nie udziela wotum zaufania z tego tytułu[33],
- podejmuje decyzje dotyczące emitowania przez niego obligacji i określa zasady ich zbywania, nabywania lub wykupu[34],
- decyduje o przeprowadzeniu referendum w sprawie odwołania wójta z przyczyny innej niż nieudzielenie absolutorium lub wotum zaufania (większością kwalifikowaną 3/5 głosów ustawowego składu rady – czyli 14 radnych)[35];

Ponadto do zadań Rady należy nadzór nad miejskimi jednostkami pomocniczymi – osiedli.

## Organizacja i działalność radnych
Radę Miejską tworzy 23 radnych, wybierających spośród siebie przewodniczącego i wiceprzewodniczących. Radni pracują w tematycznych komisjach stałych i doraźnych. Komisje Stałe:
Przewodniczący Komisji w Radzie Miejskiej VIII kadencji (2018-2024)
- Komisja Rewizyjna – przewodniczący Andrzej Wiśniewski (PiS)
- Komisja ds. Skarg, Wniosków i Petycji – przewodniczący Piotr Rohde (SOG)
- Komisja Bezpieczeństwa Publicznego i Ochrony Przeciwpożarowej – przewodniczący Tomasz Smolarek (KO)
- Komisja Budżetu i Polityki Gospodarczej – przewodniczący Helena Bagniewska (SOG)
- Komisja Edukacji – przewodnicząca Róża Lewandowska (SOG) do 17 maja 2021 / Edyta Ogonowska (KO) od 26 maja 2021
- Komisja Kultury, Turystyki i Promocji – przewodnicząca Mariusz Żebrowski (KO)
- Komisja Mieszkaniowa – przewodniczący Grzegorz Miedzianowski (SOG)
- Komisja Sportu – przewodniczący Sławomir Szymański (PiS)
- Komisja Zdrowia, Spraw Społecznych i Rodziny – przewodniczący Andrzej Witkowski (PiS)

Przewodniczący Komisji w Radzie Miejskiej IX kadencji (2024-2029)
- Komisja Rewizyjna – przewodniczący Mateusz Cieślakiewicz (KO)
- Komisja Skarg, Wniosków i Petycji – przewodniczący Marzena Makowska (PiS)
- Komisja Bezpieczeństwa i Porządku Publicznego – przewodnicząca Ewelina Dąbrowska (KO)
- Komisja Budżetu i Rozwoju Miasta – przewodniczący Tomasz Smolarek (KO)
- Komisja Edukacji – przewodnicząca Edyta Ogonowska (KO)
- Komisja Kultury, Turystyki i Promocji – przewodniczący Mariusz Żebrowski (KO)
- Komisja Mieszkaniowa – przewodniczący Maciej Gburczyk (OG)
- Komisja Sportu – przewodniczący Krzysztof Pokora (KO)
- Komisja Zdrowia, Spraw Społecznych i Rodziny – przewodnicząca Dorota Kupis

## Kadencje i składy rad miejskich

### Rada Miejska I kadencji w latach 1990–1994[38]
|    |     |     |  |
| ↓  |     |     |  |
| 31 | 8   | 6   |  |
| KO | FLD | GPS |  |

- Komitet Obywatelski „Solidarność” – 31 mandatów
- Forum Ludowo-Demokratyczne – 8 mandatów
- Grudziądzkie Porozumienie Społeczne – 6 mandatów

Prezydium Rady: przewodniczący – Marek Nowak, wiceprzewodniczący – Witold Kraśniewski, Jan Bogusław Kowalczyk
Radni:
1. Marek Baranowski
2. Andrzej Borowski
3. Zbigniew Stefan Brzozowski
4. Janusz Bucholc
5. Kazimierz Cichiński
6. Grzegorz Czepek
7. Halina Dębińska-Maćkiewicz
8. Janusz Dziubek
9. Stefan Fojucik
10. Józef Gołombek
11. Zenon Gonkowski
12. Andrzej Guzowski
13. Antoni Herczyński
14. Barbara Jagodzińska
15. Zbigniew Jagodziński
16. Paweł Karnowski
17. Janusz Kernstein
18. Ryszard Konopacki
19. Jan Bogusław Kowalczyk
20. Witold Kraśniewski
21. Zygfryd Krzywicki
22. Andrzej Kurkierewicz
23. Bogdan Możdżeń
24. Krzysztof Nawrot
25. Marek Nowak
26. Mieczysław Nowakowski
27. Reginald Okoński
28. Mirosław Pietkiewicz
29. Jerzy Przerwa
30. Jerzy Przybylski
31. Zygmunt Raba
32. Wiesław Reszkowski
33. Władysław Sobczak
34. Zofia Sołtys
35. Przemysław Szachnitowski
36. Hanna Szymańska
37. Bolesław Tarczykowski
38. Sławomir Trudnowski
39. Stefan Tulibacki
40. Anna Wajler
41. Aleksander Wiecki
42. Andrzej Wiśniewski
43. Stanisław Wójtowicz
44. Jan Zduński
45. Henryk Ziuziakowski

### Rada Miejska II kadencji w latach 1994–1998[39]
|     |     |     |        |     |  |
| ↓   |     |     |        |     |  |
| 25  | 10  | 10  | 3      | 2   |  |
| SLD | GKM | GPS | UPZEIR | GFP |  |

- Sojusz Lewicy Demokratycznej – 20 mandatów
- Grudziądzka Koalicja Mieszczańska – 10 mandatów
- Grudziądzkie Porozumienie Samorządowe – 10 mandatów
- Unia Pracy z Emerytami i Rencistami – 3 mandaty
- Grudziądzkie Forum Prawicy – 2 mandaty

Prezydium Rady: przewodniczący – Roman Wardziński
Radni:
1. Helena Bagniewska
2. Marek Bergmann
3. Andrzej Borowski
4. Tadeusz Cernecki
5. Kazimierz Cichiński
6. Grzegorz Czepek
7. Roman Czerski
8. Henryk Danielewicz
9. Władysław Dejewski
10. Jan Drozdowski
11. Renata Fester
12. Zenon Gonkowski
13. Ryszard Grynda
14. Piotr Jezierski
15. Kazimierz Kalkowski
16. Maciej Kikulski
17. Paweł Kobylacki
18. Jadwiga Konieczna
19. Piotr Kowalski
20. Małgorzata Kufel
21. Krzysztof Kupczyk
22. Zdzisław Lewandowski
23. Grażyna Leśniewska
24. Barbara Lichocka
25. Andrzej Lontkowski
26. Wiesław Mróz
27. Marek Nowak
28. Marian Nyga
29. Andrzej Opalewski
30. Tomasz Pasikowski
31. Teresa Radziszewska
32. Jan Sikorski
33. Zenon Sikorski
34. Antoni Jacek Skibicki
35. Władysław Sobczak
36. Zofia Sołtys
37. Jadwiga Sulikowska
38. Jan Szymański
39. Maria Wagner
40. Stanisław Wajsgerber
41. Roman Wardziński
42. Andrzej Wiśniewski
43. Antoni Wiśniewski
44. Andrzej Witkowski
45. Stanisław Wojtowicz

### Rada Miejska III kadencji w latach 1998–2002
|     |     |     |  |
| ↓   |     |     |  |
| 25  | 12  | 8   |  |
| SLD | GKS | AWS |  |

- Sojusz Lewicy Demokratycznej – 25 mandatów
- Grudziądzka Koalicja Samorządowa – 12 mandatów
- Akcja Wyborcza Solidarność – 8 mandatów

Prezydium Rady: przewodniczący – Zdzisław Lewandowski

### Rada Miejska IV kadencji w latach 2002–2006[40][41]
|     |        |     |  |
| ↓   |        |     |  |
| 13  | 10     | 2   |  |
| RDG | SLD-UP | SRP |  |

- Ruch dla Grudziądza – 13 mandatów
- Sojusz Lewicy Demokratycznej-Unia Pracy – 10 mandatów
- Samoobrona – 2 mandaty

Prezydium Rady: przewodniczący – Eugeniusz Piasecki (do 2004), Arkadiusz Goszka (od 2004), wiceprzewodniczący – Janusz Dzięcioł, Roman Czerski
Radni (stan na koniec kadencji):
1. Andrzej Borowski
2. Helena Bagniewska
3. Roman Czerski
4. Władysława Czyż
5. Janusz Dzięcioł
6. Dariusz Gajda
7. Arkadiusz Goszka
8. Gizela Górska
9. Jadwiga Konieczna
10. Krzysztof Roman Kosiński
11. Hanna Kowalska
12. Wiesław Kozłowski
13. Witold Kraśniewski
14. Małgorzata Kufel
15. Bogdan Kulwicki
16. Zdzisław Lewandowski
17. Grzegorz Miedzianowski
18. Danuta Mielniczuk
19. Eugeniusz Piasecki
20. Bożesław Tafelski
21. Antoni Wiśniewski
22. Andrzej Witkowski
23. Zdzisław Żuchowski
24. Wiesław Żurawski

Radni, których mandat wygasł w trakcie kadencji:
| Radny              | Data wygaśnięcia mandatu | Przyczyna                             | Następca                     | Data ślubowania              |
| ------------------ | ------------------------ | ------------------------------------- | ---------------------------- | ---------------------------- |
| Andrzej Wiśniewski | 19 listopada 2002        | wybór na Prezydenta Miasta Grudziądza | Krzysztof Kupczyk            | 4 grudnia 2002               |
| Marek Sikora       | 30 września 2003         | zrzeczenie się mandatu                | Wiesław Żurawski             | 8 października 2003          |
| Sławomir Szymański | 24 listopada 2004        | zrzeczenie się mandatu                | Hanna Kowalska               | 1 grudnia 2004               |
| Mariola Sokołowska | 27 kwietnia 2005         | objęcie mandatu posła na Sejm         | Andrzej Borowski             | 23 maja 2005                 |
| Krzysztof Kupczyk  | 5 lipca 2006             | śmierć radnego                        | mandat pozostał nieobsadzony | mandat pozostał nieobsadzony |

### Rada Miejska V kadencji w latach 2006–2010[46][41]
|    |    |     |     |  |
| ↓  |    |     |     |  |
| 8  | 6  | 5   | 4   |  |
| PO | WG | PiS | RDG |  |

- Platforma Obywatelska – 8 mandatów
- Wspólny Grudziądz – 6 mandatów
- Prawo i Sprawiedliwość – 5 mandatów
- Ruch dla Grudziądza – 4 mandaty

Prezydium Rady: przewodniczący – Małgorzata Kufel (do 2009), Arkadiusz Goszka (od 2009), wiceprzewodniczący – Henryk Szram, Sławomir Szymański
Radni (stan na koniec kadencji):
1. Kazimierz Cichiński
2. Marek Czepek
3. Michał Czepek
4. Arkadiusz Goszka
5. Joanna Iwanowska
6. Piotr Jezierski
7. Tomasz Kempski
8. Jadwiga Konieczna
9. Witold Kraśniewski
10. Małgorzata Malinowska
11. Andrzej Małecki
12. Grzegorz Miedzianowski
13. Maria Milinkiewicz
14. Łukasz Mizera
15. Eugeniusz Piasecki
16. Wiesław Poliński
17. Tomasz Smolarek
18. Ryszard Szczepański
19. Henryk Szram
20. Sławomir Szymański
21. Przemysław Ślusarski
22. Andrzej Witkowski
23. Andrzej Wiśniewski

Radni, których mandat wygasł w trakcie kadencji:
| Radny              | Data wygaśnięcia mandatu | Przyczyna                                                      | Następca         | Data ślubowania   |
| ------------------ | ------------------------ | -------------------------------------------------------------- | ---------------- | ----------------- |
| Mariola Sokołowska | 5 grudnia 2006           | zrzeczenie się mandatu                                         | Henryk Szram     | 20 grudnia 2006   |
| Marek Sikora       | 5 grudnia 2006           | zrzeczenie się mandatu                                         | Joanna Iwanowska | 20 grudnia 2006   |
| Janusz Dzięcioł    | 31 października 2007     | wybór na posła na Sejm                                         | Wiesław Poliński | 28 listopada 2007 |
| Małgorzata Kufel   | 29 września 2008         | niezłożenie oświadczenia o rezygnacji z zajmowanego stanowiska | Tomasz Kempski   | 26 sierpnia 2009  |

### Rada Miejska VI kadencji w latach 2010–2014[55]
|    |     |    |     |     |  |
| ↓  |     |    |     |     |  |
| 12 | 4   | 3  | 3   | 1   |  |
| PO | PiS | WG | SLD | RDG |  |

- Platforma Obywatelska – 12 mandatów
- Prawo i Sprawiedliwość – 4 mandaty
- Wspólny Grudziądz – 3 mandaty
- Sojusz Lewicy Demokratycznej – 3 mandaty
- Ruch dla Grudziądza – 1 mandat

Prezydium Rady: przewodniczący – Arkadiusz Goszka (PO), wiceprzewodniczący – Mariola Sokołowska (WG), Marek Czepek (PiS)
Radni (stan na koniec kadencji):
1. Helena Bagniewska
2. Marek Czepek
3. Michał Czepek
4. Maciej Glamowski
5. Arkadiusz Goszka
6. Joanna Iwanowska
7. Piotr Jezierski
8. Paweł Kapusta
9. Krzysztof Roman Kosiński
10. Grzegorz Miedzianowski
11. Jan Nogal
12. Krystyna Nowak
13. Edyta Ogonowska
14. Małgorzata Ossowska-Neumann
15. Wiesław Poliński
16. Tomasz Smolarek
17. Mariola Sokołowska
18. Stanisław Szyszka
19. Sławomir Szymański
20. Tomasz Tomaszek
21. Tomasz Tomaszewski
22. Antoni Wiśniewski
23. Mariusz Żebrowski

Radni, których mandat wygasł w trakcie kadencji:
| Radny                | Data wygaśnięcia mandatu | Przyczyna                  | Następca          | Data ślubowania      |
| -------------------- | ------------------------ | -------------------------- | ----------------- | -------------------- |
| Zdzisław Cichoracki  | 9 grudnia 2010           | zrzeczenie się mandatu     | Stanisław Szyszka | 26 stycznia 2011     |
| Przemysław Ślusarski | 15 grudnia 2010          | zrzeczenie się mandatu     | Krystyna Nowak    | 26 stycznia 2011     |
| Łukasz Mizera        | 25 września 2013         | utrata prawa wybieralności | Antoni Wiśniewski | 30 października 2013 |

### Rada Miejska VII kadencji w latach 2014–2018[64]
|    |     |     |     |  |
| ↓  |     |     |     |  |
| 13 | 8   | 1   | 1   |  |
| PO | PiS | KJD | SLD |  |

- Platforma Obywatelska – 13 mandatów
- Prawo i Sprawiedliwość – 8 mandatów
- Koalicja Janusza Dzięcioła – 1 mandat
- Sojusz Lewicy Demokratycznej – 1 mandat

Prezydium Rady: przewodniczący – Arkadiusz Goszka (PO), wiceprzewodniczący – Piotr Jezierski (PO), Marek Czepek (PiS)
Radni (stan na koniec kadencji):
1. Wojciech Chyła
2. Marek Czepek
3. Michał Czepek
4. Maciej Glamowski
5. Arkadiusz Goszka
6. Szymon Gurbin
7. Joanna Iwanowska
8. Piotr Jezierski
9. Jakub Kopkowski
10. Krzysztof Roman Kosiński
11. Łukasz Kowarowski
12. Marzena Makowska
13. Paweł Napolski
14. Krystyna Nowak
15. Edyta Ogonowska
16. Małgorzata Ossowska-Neumann
17. Eugeniusz Piasecki
18. Wiesław Poliński
19. Piotr Rohde
20. Tomasz Smolarek
21. Sławomir Szymański
22. Andrzej Wiśniewski
23. Mariusz Żebrowski

Radni, których mandat wygasł w trakcie kadencji:
| Radny                | Data wygaśnięcia mandatu | Przyczyna                                                      | Następca                    | Data ślubowania  |
| -------------------- | ------------------------ | -------------------------------------------------------------- | --------------------------- | ---------------- |
| Małgorzata Kufel     | 12 grudnia 2014          | zrzeczenie się mandatu                                         | Jakub Kopkowski             | 28 stycznia 2015 |
| Przemysław Ślusarski | 12 grudnia 2014          | zrzeczenie się mandatu                                         | Paweł Napolski              | 28 stycznia 2015 |
| Andrzej Mioduszewski | 4 listopada 2015         | wybór na senatora                                              | Małgorzata Ossowska-Neumann | 14 grudnia 2015  |
| Marek Totleben       | 18 lipca 2016            | niezłożenie oświadczenia o rezygnacji z zajmowanego stanowiska | Eugeniusz Piasecki          | 30 sierpnia 2017 |

### Rada Miejska VIII kadencji w latach 2018–2024[74][75]
|    |     |     |  |
| ↓  |     |     |  |
| 8  | 7   | 8   |  |
| KO | SOG | PiS |  |

- Koalicja Obywatelska – 8 mandatów
- Prawo i Sprawiedliwość – 8 mandatów
- Sojusz Obywatelski Grudziądz – 7 mandatów

#### Skład rady
Prezydium Rady: przewodniczący – Łukasz Kowarowski (SOG), wiceprzewodniczący – Krzysztof Kosiński (PiS), Paweł Napolski (KO)
Radni (stan na koniec kadencji):
1. Helena Bagniewska
2. Marek Czepek
3. Aleksandra Drozdecka
4. Maciej Gburczyk
5. Arkadiusz Goszka
6. Piotr Jezierski
7. Miłosz Joniec
8. Grzegorz Klein
9. Krzysztof Roman Kosiński
10. Łukasz Kowarowski
11. Wiesław Kozłowski
12. Marzena Makowska
13. Grzegorz Miedzianowski
14. Krzysztof Misiewicz
15. Paweł Napolski
16. Edyta Ogonowska
17. Krzysztof Pokora
18. Piotr Rohde
19. Tomasz Smolarek
20. Sławomir Szymański
21. Andrzej Witkowski
22. Andrzej Wiśniewski
23. Mariusz Żebrowski

Radni, których mandat wygasł w trakcie kadencji:
| Radny            | Data wygaśnięcia mandatu | Przyczyna                             | Następca             | Data ślubowania   |
| ---------------- | ------------------------ | ------------------------------------- | -------------------- | ----------------- |
| Maciej Glamowski | 6 listopada 2018         | wybór na Prezydenta Miasta Grudziądza | Helena Bagniewska    | 21 listopada 2018 |
| Szymon Gurbin    | 30 listopada 2018        | zrzeczenie się mandatu                | Aleksandra Drozdecka | 19 grudnia 2018   |
| Róża Lewandowska | 17 maja 2021             | zrzeczenie się mandatu                | Wiesław Kozłowski    | 26 maja 2021      |
| Łukasz Piasecki  | 28 lipca 2021            | zrzeczenie się mandatu                | Krzysztof Misiewicz  | 25 sierpnia 2021  |

#### Kluby[87]
| Klub               | Nazwa                        | Przewodniczący                                              | Data powstania     | Liczba radnych   | Liczba radnych | +/− |
| Klub               | Nazwa                        | Przewodniczący                                              | Data powstania     | w dniu powstania | obecnie        | +/− |
| ------------------ | ---------------------------- | ----------------------------------------------------------- | ------------------ | ---------------- | -------------- | --- |
| Klub               | Prawo i Sprawiedliwość       | Sławomir Szymański                                          | 28 listopada 2018  | 8                | 8              |     |
| Klub               | Koalicja Obywatelska         | Tomasz Smolarek                                             | 21 listopada 2018  | 8                | 7              | 1   |
| Klub               | Sojusz Obywatelski Grudziądz | Róża Lewandowska (do 17 maja 2021) / Grzegorz Miedzianowski | 26 listopada 2018  | 7                | 7              |     |
| radni niezrzeszeni | radni niezrzeszeni           | radni niezrzeszeni                                          | radni niezrzeszeni | 0                | 1              | 1   |

### Rada Miejska IX kadencji w latach 2024–2029
|    |     |     |      |  |
| ↓  |     |     |      |  |
| 10 | 7   | 5   | 1    |  |
| KO | SOG | PiS | NDCG |  |

- Koalicja Obywatelska – 10 mandatów
- Sojusz Obywatelski Grudziądz – 7 mandatów
- Prawo i Sprawiedliwość – 5 mandatów
- Nowa Droga Czas Grudziądza – 1 mandat

#### Skład rady
Prezydium Rady: przewodniczący – Szymon Gurbin (SOG), wiceprzewodniczący – Paweł Napolski (KO), Jakub Kopkowski (KO)
Radni, obecnie pełniący funkcję:
1. Mateusz Cieślakiewicz
2. Marek Czepek
3. Ewelina Dąbrowska
4. Przemysław Decker
5. Aleksandra Drozdecka
6. Krzysztof Gawroński
7. Maciej Gburczyk
8. Szymon Gurbin
9. Piotr Jezierski
10. Miłosz Joniec
11. Jakub Kopkowski
12. Krzysztof Roman Kosiński
13. Krzysztof Kosiński
14. Łukasz Kowarowski
15. Dorota Kupis
16. Marzena Makowska
17. Krzysztof Misiewicz
18. Paweł Napolski
19. Edyta Ogonowska
20. Krzysztof Pokora
21. Roman Sarnowski
22. Sławomir Szymański
23. Mariusz Żebrowski

Radni, których mandat wygasł w trakcie kadencji:
| Radny            | Data wygaśnięcia mandatu | Przyczyna                             | Następca            | Data ślubowania |
| ---------------- | ------------------------ | ------------------------------------- | ------------------- | --------------- |
| Maciej Glamowski | 7 kwietnia 2024          | wybór na Prezydenta Miasta Grudziądza | Przemysław Decker   | 7 maja 2024     |
| Tomasz Smolarek  | 16 maja 2024             | zrzeczenie się mandatu                | Krzysztof Kosiński  | 29 maja 2024    |
| Róża Lewandowska | 16 maja 2024             | zrzeczenie się mandatu                | Krzysztof Gawroński | 29 maja 2024    |

#### Kluby[87]
| Klub               | Nazwa                  | Przewodniczący           | Data powstania     | Liczba radnych   | Liczba radnych | +/− |
| Klub               | Nazwa                  | Przewodniczący           | Data powstania     | w dniu powstania | obecnie        | +/− |
| ------------------ | ---------------------- | ------------------------ | ------------------ | ---------------- | -------------- | --- |
| Klub               | Koalicja Obywatelska   | Paweł Napolski           | 7 maja 2024        | 10               | 10             |     |
| Klub               | Prawo i Sprawiedliwość | Krzysztof Roman Kosiński | 10 maja 2024       | 5                | 5              |     |
| Klub               | Obywatelski Grudziądz  | Aleksandra Drozdecka     | 10 maja 2024       | 3                | 3              |     |
| radni niezrzeszeni | radni niezrzeszeni     | radni niezrzeszeni       | radni niezrzeszeni | 5                | 5              |     |

## Znani Radni
- Michał Czepek (ur. 1978) – polski polityk i samorządowiec, radny sejmiku kujawsko-pomorskiego VI i VII kadencji, w latach 2019–2020 dyrektor wydziału wizerunku i promocji miasta UM[89][90] od 2021 dyrektor wydziału kultury i sportu UM[91][92]
- Bogdan Derwich (ur. 1946) – polski polityk, inżynier, poseł na Sejm X i IV kadencji, w latach 1998–2001 zastępca prezydenta Grudziądza
- Janusz Dzięcioł (1953-2019) – polski polityk, strażnik miejski, rolnik, zwycięzca pierwszej polskiej edycji programu Big Brother, poseł na Sejm VI i VII kadencji
- Maciej Glamowski (ur. 1970) – polski ekonomista, menedżer i samorządowiec, doktor nauk ekonomicznych, od roku 2018 prezydent Grudziądza
- Damazy Klimek (1881-1939) – drogerzysta, kupiec, działacz narodowy, Honorowy Obywatel Miasta Grudziądza
- Witold Kraśniewski (1935-2020) – działacz opozycji demokratycznej w okresie PRL, w latach 1990–1994 wiceprzewodniczący Rady Miejskiej[93]
- Andrzej Mioduszewski (ur. 1955) – polski przedsiębiorca, polityk i samorządowiec, współtwórca lokalnych struktur NSZZ „Solidarność”, senator IX kadencji
- Łukasz Mizera (1982-2016) – polski samorządowiec, przewodniczący miejskich struktur SLD w latach 2007–2013[94][95]
- Zbigniew Otremba (ur. 1932) – polski działacz społeczno-kulturalny, autor książek na temat historii miasta, w latach 1981–1984 przewodniczący Miejskiej Rady Narodowej
- Tomasz Pasikowski (ur. 1959) – polski menedżer, ekonomista i samorządowiec, były członek Zarządu Narodowego Banku Polskiego, prezydent Grudziądza w latach 1995–1998, dyrektor generalny Ministerstwa Finansów w rządzie Jerzego Buzka, prezes Przewozów Regionalnych w latach 2016–2016, od 2020 prezes Miejskich Wodociągów i Oczyszczalni
- Kazimierz Raszkowski (1928-2002) – polski ślusarz, poseł na Sejm PRL VI i VII kadencji
- Mariola Sokołowska (ur. 1963) – polska polityk, samorządowiec, posłanka na Sejm IV kadencji, zastępca prezydenta Grudziądza w latach 2006–2010, wiceprzewodnicząca Rady Miejskiej VI kadencji, dyrektor Specjalnego Ośrodka Szkolno-Wychowawczego nr 2 im. Kazimierza Kirejczyka w Grudziądzu od 2019 r.
- Ryszard Szczepański (ur. 1935) – lekkoatleta, biegacz średni i długodystansowy, wicemistrz Polski seniorów, długoletni prezes GKS Olimpia
- Bożesław Tafelski (1945-2015) – polski samorządowiec, dwukrotny prezydent Grudziądza, wójt gminy Gruta 1990-1998, radny sejmiku kujawsko-pomorskiego I kadencji
- Andrzej Wiśniewski (ur. 1956) – polski polityk i samorządowiec, wieloletni radny miejski, dwukrotny prezydent Grudziądza, w 2006 prezes GTŻ Grudziądz